# Orangegumpet drossel
Orangegumpet drossel (latin: Turdus rufiventris) er en spurvefugl, der lever i Sydamerika.